# مارسیان هاف
مارسیان هاف (انگلیسی: Marcian Hoff؛ ۲۸ اکتبر ۱۹۳۷ – ) یک دانشمند اهل ایالات متحده آمریکا بود.
وی همچنین برنده جوایزی همچون مدال ملی فناوری و نوآوری شده است.